# Goldfieldite
La goldfieldite est un minéral de la classe des sulfures, qui appartient au groupe de la tétraédrite. Il est nommé d'après la ville de Goldfield, dans l'état nord-américain du Nevada, où se trouve sa localité type.

## Caractéristiques
La goldfieldite est un sulfosel de formule chimique (Cu10◻2)Te4S12S. Elle cristallise dans le système cubique. Sa dureté sur l'échelle de Mohs est comprise entre 3 et 3,5.

## Classification
Selon la classification de Nickel-Strunz, la goldfieldite appartient à "02.G - Néso-sulfarsénites, etc. avec S additionnel", avec les minéraux suivants : argentotennantite, freibergite, giraudite, hakite, tennantite, tétraédrite, sélénostéphanite, stéphanite, pearcéite, polybasite, sélénopolybasite, cupropearcéite, cupropolybasite et galkhaïte.

## Formation et gisements
Elle a été découverte dans la mine Mohawk, dans la ville de Goldfield, dans le comté d'Esmeralda (Nevada, États-Unis). Bien qu'il s'agisse d'une espèce inhabituelle, elle a été décrite sur tous les continents de la planète à l'exception de l'Antarctique.